# Yo futuro
En la psicología del yo, el yo futuro se refiere a los procesos y consecuencias asociados con pensar sobre uno mismo en el futuro. Las personas piensan en su yo futuro de manera similar a como piensan en otras personas. El grado en que las personas se sienten conectadas psicológicamente (por ejemplo, similitud, cercanía) con su yo futuro influye en el bien que tratan a su yo futuro. Cuando las personas se sienten conectadas con su yo futuro, tienen más probabilidades de ahorrar para la jubilación, tomar decisiones saludables y evitar transgresiones éticas. Las intervenciones que aumentan los sentimientos de conexión con el yo futuro pueden mejorar la toma de decisiones orientada al futuro en estos dominios.

## Fundamentos filosóficos

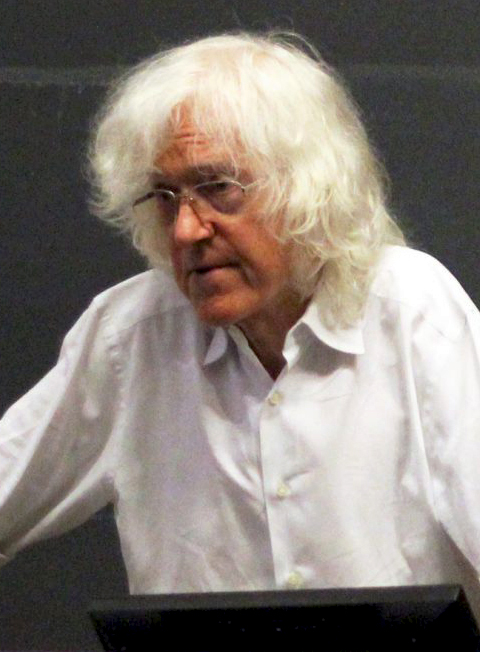
Derek Parfit influyó en la investigación psicológica sobre el yo futuro.

La investigación psicológica sobre el yo futuro a menudo atribuye sus fundamentos teóricos al filósofo Derek Parfit. Parfit argumentó que las personas podrían diferir en el grado en que se sienten similares y conectadas consigo mismas en el futuro. Según la conceptualización de Parfit, las personas actúan racionalmente basando su preocupación por su futuro en el grado de conexión entre su yo presente y su yo futuro. Según Parfit, es racional que las personas que perciben muy poca conexión con su yo futuro actúen de maneras que descuidan ese yo futuro (por ejemplo, fumando).
El trabajo psicológico que siguió no defendió de manera similar la visión normativa de Parfit, sino que intentó poner a prueba la validez descriptiva de la teoría de Parfit.
Daniel Kolak ha criticado ampliamente la idea de la existencia de un yo futuro. En su libro Yo soy tú, Kolak describe tres visiones filosóficas opuestas respecto a la continuidad de la conciencia: individualismo cerrado, individualismo vacío e individualismo abierto.El individualismo cerrado se define como la visión de sentido común predeterminada de la identidad, según la cual la identidad de uno consiste en una línea que se extiende a través del tiempo, lo que, según Kolak, es incoherente. El individualismo vacío es la visión de que la identidad de uno solo existe por un período infinitesimalmente pequeño de tiempo y que una persona individual tiene una identidad completamente diferente de un momento a otro. Kolak, en cambio, aboga por el individualismo abierto, que es la visión de que todos somos en realidad el mismo ser y que el "yo" en realidad no existe en absoluto, similar al anattā en la filosofía budista.

## Teoría psicológica
La evidencia sociopsicológica y neurológica sugiere que las personas piensan sobre sí mismas en el futuro de manera similar a como piensan sobre otras personas. Así como sentirse cerca de los demás aumenta la entrega prosocial, sentirse cerca del yo futuro motiva a las personas a retrasar la gratificación presente para beneficiarse en el futuro.

### Medición de la conexión psicológica
Shane Frederick probó inicialmente si el grado de conexión con el yo futuro está asociado con un menor descuento de beneficios futuros (en cantidades de dólares y tiempo). Al preguntar a los sujetos en qué medida se sentían similares a sus yo futuros en una escala de 1 a 100, Frederick no encontró una relación estadísticamente significativa entre el grado de conexión y el descuento de beneficios futuros. Sin embargo, investigadores posteriores argumentaron que Frederick no encontró una conexión debido a la forma en que midió la conectividad.
En 2009, Hal Hershfield y sus colegas introdujeron una nueva medida de conexión psicológica al adaptar la Escala de Inclusión del Otro en el Yo, donde la relación entre el yo presente y el futuro se representa con siete pares de círculos superpuestos sucesivamente. Utilizando esta medición, Hershfield, así como Daniel Bartels y Oleg Urminsky, han demostrado una relación sólida entre la conectividad psicológica y las tasas de descuento. Cuanto más conectadas psicológicamente sienten las personas entre su yo presente y su yo futuro, más se preocupan por el futuro y más desestiman los beneficios presentes.

### Manipulando la conexión psicológica
La investigación que siguió mostró formas sistemáticas de mejorar la conexión psicológica. Los experimentos han manipulado la conectividad al hacer que los participantes:
1. Interactuar con una representación visual de su yo futuro (mayor conectividad)[7]
2. Enumere las formas en que esperan ser similares a ellos mismos en el futuro (mayor conectividad)[7]
3. Esperar que un evento próximo (por ejemplo, la graduación universitaria) cambie fundamentalmente quiénes son (disminución de la conexión)[22]

Los experimentos aleatorios revelaron una relación causal entre sentirse conectado con el propio futuro y la consiguiente toma de decisiones más pacientes a largo plazo.

## Aplicaciones de políticas

### Finanzas
En uno de los primeros experimentos para mejorar la conexión psicológica con el yo futuro, a los participantes se les proporcionó tecnología de realidad virtual inmersiva y se les pidió que se miraran en un espejo virtual. Los experimentadores escogieron de manera aleatoria si los participantes veían una versión de sí mismos con la edad avanzada (que debía lucir aproximadamente como de 70 años) o una versión de sí mismos con la edad actual. Los participantes que interactuaron con su yo futuro tenían más probabilidades de retrasar las recompensas monetarias presentes e indicaron mayores intenciones de ahorrar para la jubilación. Aprovechando los conocimientos de este experimento, empresas como Merrill Lynch han adoptado desde entonces aplicaciones web con software de progresión de la edad con el fin de aumentar los ahorros para la jubilación.
El hallazgo se ha replicado conceptualmente con múltiples muestras diversas. En un experimento de campo, estudiantes de orígenes económicamente diversos que tuvieron interacciones semanales con un avatar de su yo futuro demostraron un mayor desempeño durante un curso de educación financiera. Un equipo de investigadores, en colaboración con Ideas42, lanzó otra réplica con miles de ciudadanos mexicanos. Antes de decidir si abrir una cuenta de ahorros automática, se pidió al grupo de tratamiento que pasara un tiempo imaginando vívidamente sus vidas en un futuro lejano. En comparación con una tasa de aceptación del 1% en la condición de control, el 3% de las personas en la condición de tratamiento se inscribieron en la cuenta de ahorros automática.
El efecto de la conexión psicológica en la toma de decisiones financieras está moderado por el conocimiento sobre los resultados futuros. Cuando las personas no son conscientes de sus necesidades financieras futuras, independientemente de lo conectadas que se sientan, es poco probable que ahorren para el futuro. De la misma manera, las personas que tienen información completa sobre las consecuencias de sus acciones financieras sólo ahorrarán si también sienten conexión con su yo futuro. Los investigadores sostienen que los responsables de las políticas que proporcionan información a los consumidores sobre los ahorros para la jubilación también deberían considerar la posibilidad de mejorar simultáneamente la conexión psicológica. Las personas tienen más probabilidades de ahorrar en lugar de gastar cuando están informadas de los resultados de sus decisiones y se sienten conectadas con su yo futuro.
En 2017, la Oficina de Protección Financiera del Consumidor incluyó una medida de conexión psicológica con el yo futuro en su primera Encuesta de Bienestar Financiero.

### Salud
Aplicando la teoría existente, los investigadores plantearon la hipótesis de que el aumento de los sentimientos de conexión con el yo futuro debería llevar a las personas a tomar decisiones más saludables en cuanto a dieta y ejercicio. La evidencia correlacional sugiere que sentirse conectado psicológicamente con el yo futuro se corresponde con una mayor salud autoinformada. En experimentos aleatorios, los participantes que escribieron en detalle sobre un yo futuro distante tenían más probabilidades de hacer ejercicio en los días posteriores a la intervención.

### Ética
Las personas se involucran en conductas éticamente dudosas porque tienden a descuidar las posibles consecuencias futuras de su comportamiento, pero sentirse conectado con su yo futuro debería llevarlos a descontar menos el futuro y así evitar transgresiones éticas. Los experimentos han demostrado que pedir a los participantes que escriban sobre su yo futuro puede reducir el apoyo a estrategias de negociación poco éticas. En otra serie de experimentos, después de interactuar con una versión de ellos mismos de 40 años en una realidad virtual inmersiva, los estudiantes universitarios tenían menos probabilidades de hacer trampa en la siguiente tarea. En un experimento de campo en los Países Bajos, los estudiantes de secundaria que recibieron mensajes de texto de un avatar de su yo futuro tuvieron menos probabilidades de participar en conductas delictivas y antisociales.

## Construcciones relacionadas

### Posibles yo
Los yo futuros son ideas específicas acerca de quién uno podría llegar a ser en el futuro. Los posibles yo incluyen los yo ideales en los que las personas esperan convertirse, otros yo en los que las personas podrían convertirse y aquellos yo en los que las personas tienen miedo de convertirse. Los yo futuros pueden servir como una hoja de ruta para guiar a las personas desde donde están en el presente hasta donde imaginan estar en el futuro.
No obstante, en el ámbito de la psicología cognitiva, el yo futuro se considera un tipo de un concepto más amplio conocido como "yos posibles". Estos yos posibles son estructuras psicológicas que ilustran diversas versiones alternativas del yo, incluyendo yos pasados y futuros que en conjunto reflejan remordimientos, incertidumbres, esperanzas, inquietudes y fantasías sobre quiénes pudimos haber sido en el pasado y quiénes podemos llegar a ser en el futuro.
La manera en que las personas visualizan su yo potencial impacta en su conducta y en los resultados que obtienen. Por ejemplo, cuando las proyecciones futuras de un individuo reflejan fantasías inalcanzables, en lugar de expectativas realistas, el esfuerzo y el rendimiento tienden a ser inferiores en contextos educativos, de citas y médicos.
Identificar y examinar sus posibles yo con un terapeuta es una estrategia a través de la cual los clientes buscan lograr cambios cognitivos, emocionales y conductuales positivos en el ámbito de la psicoterapia. Un ejemplo de una técnica que busca facilitar esta exploración se puede observar en el trabajo del psicoterapeuta británico Paul Newham, quien motiva a los clientes a emplear la escritura creativa y la caracterización dramática para expresar y personificar sus yoes pasados y futuros, con el objetivo de interpretar posteriormente su significado psicológico.

### Conflictos entre querer y deber
Los conflictos de querer-deber se refieren a las luchas internas entre el yo que anhela y el yo que debería ser. La teoría plantea que los individuos poseen simultáneamente dos conjuntos de preferencias: uno vinculado a su yo ideal (es decir, enfocado en el presente, hedonista) y otro relacionado con su yo futuro (es decir, orientado hacia el futuro, utilitario). Las intervenciones que intentan mejorar la toma de decisiones de los pacientes, por ejemplo, pueden emplear dispositivos de compromiso para asegurar que las personas actúen de acuerdo con sus preferencias de "debería" y eviten ceder ante sus preferencias de "deseo".

### Gratificación retrasada
Mejorar la conexión psicológica con el yo futuro puede mejorar la capacidad de retrasar la gratificación. Walter Mischel dedicó un capítulo al yo futuro en su libro, La prueba del malvavisco.